# Стърт (пустиня)
Вижте пояснителната страница за други значения на Стърт.
Стърт е 8-тата по големина пустиня в Австралия.
Намира се в североизточната част на Южна Австралия. Наименувана е от Чарлз Стърт. Има площ от 29 750 кв. км (0,3% от континентална Австралия). Граничи с пустинята Симпсън на запад и с пустинята Стшелецки на югоизток.